# Kinderbischof

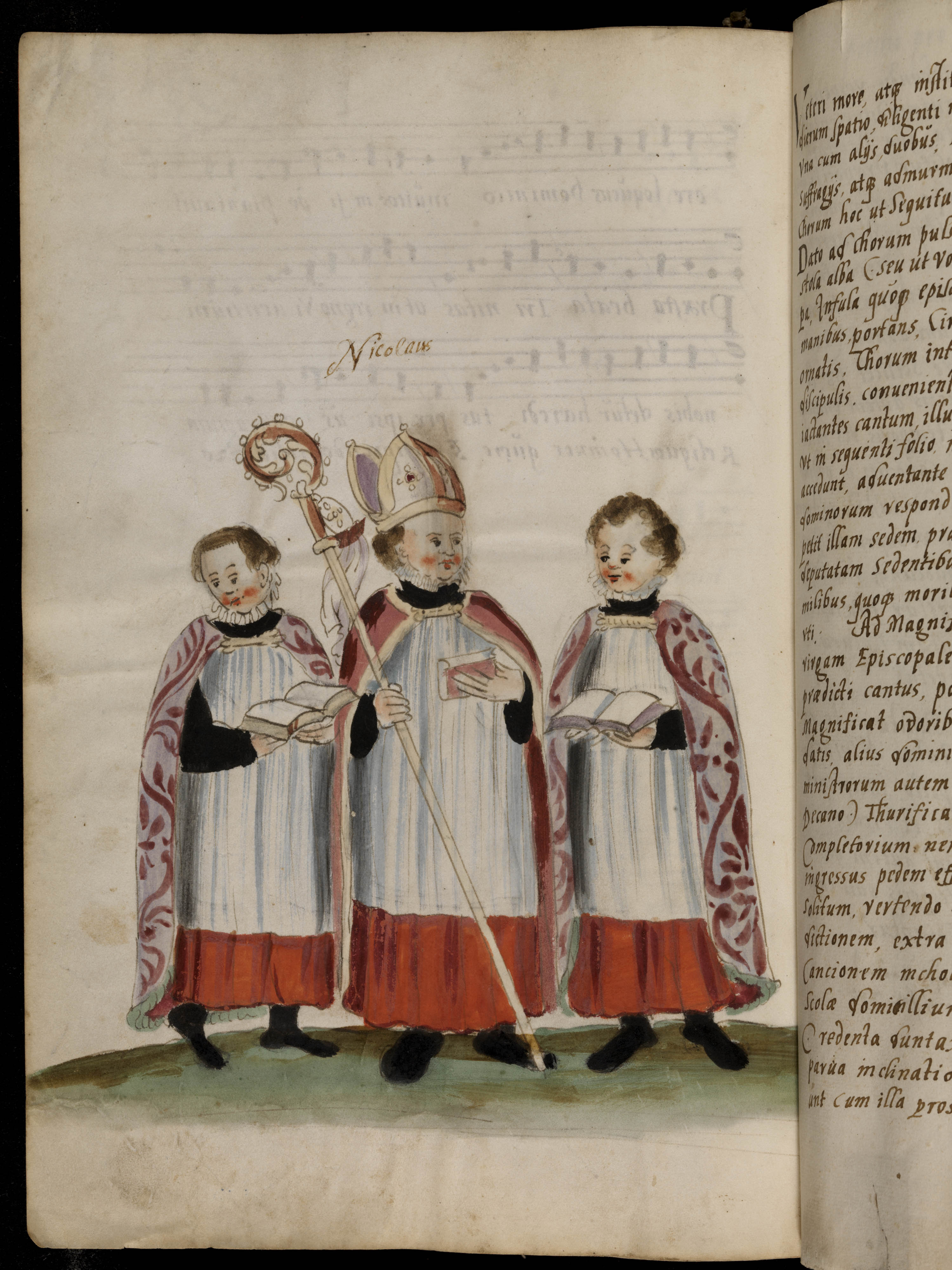
Darstellung des sogenannten Kinderbischofs, Bamberg, 16. Jahrhundert

Der Kinderbischof bzw. das Kinderbischofsspiel ist ein im Mittelalter entstandener Brauch, an Kloster- und Stiftsschulen zu bestimmten Tagen einen Schüler zum „Bischof“ bzw. zum „Abt“ wählen zu lassen, ihn mit entsprechenden Gewändern auszustatten und ihm für einen Tag zusammen mit seinen „Kaplänen“ einen Teil der bischöflichen Amtspflichten zu übertragen.
Ein alter Nachweis eines Kinderbischofs findet sich Casus Sancti Galli Ekkehards IV. von St. Gallen, doch lassen sich Spuren schon um 325 n. Chr. feststellen. Das Spiel entwickelte sich wohl aus dem Vorbild der Narrenfeste und fand vor allem am Tag der Unschuldigen Kinder, Neujahr und (seit dem 13. Jahrhundert) an Nikolaus statt.
Durch die nach dem Vorbild der Klosterschulen gegründeten Stadt- und Bürgerschulen dehnte sich der Brauch des Kinderbischofs über das ganze Abendland aus. Ein schon im 13. Jahrhundert kritisierter Übermut sowie die kirchliche Reformation und die Aufklärung setzten ihm im 18. Jahrhundert jedoch ein Ende.
Die Tradition wird heute verschiedentlich neu aufgenommen, so in Hamburg, Göttingen und Ottstedt (Magdala), wobei der Rollentausch die Möglichkeit gibt, die oft wenig beachteten Anliegen der Kinder gegenüber den Erwachsenen zu artikulieren. Sie knüpfen u. a. an Kinderbischofspredigten des 16. Jahrhunderts an.
Seit 2009 hat sich eine anspruchsvolle Kinderbischofsforschung etabliert, die sich in einer Reihe von Dissertationen niedergeschlagen hat.